# 板橋区立板橋第一中学校
板橋区立板橋第一中学校（いたばしくりつ いたばしだいいちちゅうがっこう）は、東京都板橋区大山東町に所在する区立中学校。

## 概要
1947年（昭和22年）開校。通称は「板橋一中」もしくは「一中」。

### 運動部
- 野球部
- 陸上競技部
- 剣道部
- 男子バスケットボール部
- 女子バスケットボール部
- バレーボール部(2022年において廃部）
- ソフトテニス部
- バドミントン部
- 卓球部（2019年において廃部）
- サッカー部
- ダンス部・・・『日本中学校ダンス部選手権』全国大会において、2014年審査員特別賞、2015年3位受賞。

### 文化部
- 演劇部(廃部)
- 華道部
- 茶道部
- 吹奏楽部
- 美術部(2022年部活動開始）

## 交通
- 東武東上線 大山駅より徒歩約5分
- 都営地下鉄三田線 板橋区役所前駅より徒歩約8分

## 著名な卒業生
- 田中秀幸 (アナウンサー)